# 阿尔比亚克
阿尔比亚克（法語：Albiac，法語發音：[albjak]）是法国上加龙省的一个市镇，属于图卢兹区。

## 地理
阿尔比亚克（43°33'7"N, 1°46'50"E）面积4.71 平方千米，位于法国奧克西塔尼大區上加龙省，该省份为法国西南部内陆省份，西南端与西班牙接壤，自此顺时针与上比利牛斯省、热尔省、塔恩-加龙省、塔恩省、奥德省和阿列日省接壤。
与阿尔比亚克接壤的市镇（或旧市镇、城区）包括：卢邦洛拉盖、卡拉芒、勒法热、马斯卡尔维尔、拉萨尔沃塔洛拉盖。

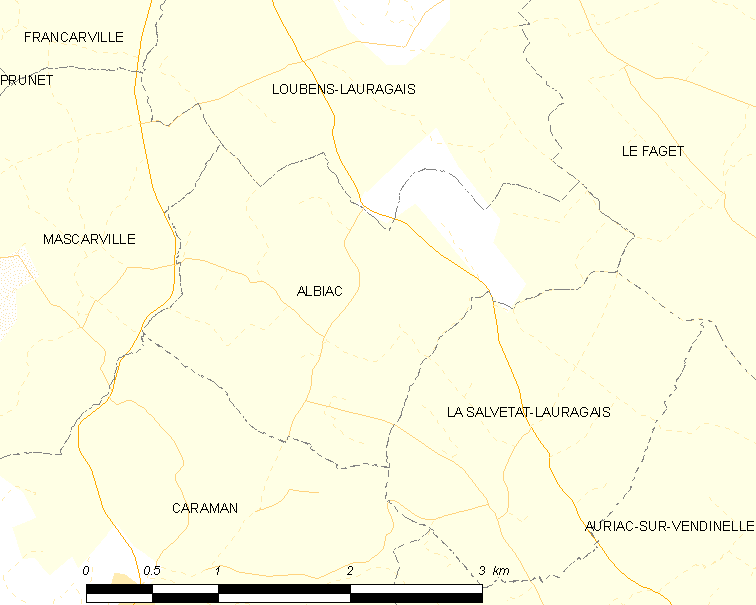
阿尔比亚克的OSM定位图

阿尔比亚克的时区为UTC+01:00、UTC+02:00（夏令时）。

## 行政
阿尔比亚克的邮政编码为31460，INSEE市镇编码为31006。

## 政治
阿尔比亚克所属的省级选区为勒韦勒县。

## 人口

1962-2008年间阿尔比亚克人口变化图示

阿尔比亚克于2022年1月1日时的人口数量为229人。